# جون هدسون (ممثل)
جون هدسون (بالإنجليزية: John Hudson)‏ مواليد 24 يناير 1919 في غيلروي، الولايات المتحدة - الوفاة 5 أبريل 1996 في لوس أنجلوس، هو ممثل أمريكي بدأ مسيرته الفنية سنة 1942. امتدت مسيرته الفنية لأكثر من 30 عاما.

## الأعمال
- 77 سانست ستريب
- غان سموك
- آي دريم أوف جيني
- ذا إف بي آي
- النزاع المسلح في أو كيه كورال

## روابط خارجية
- جون هدسون على موقع IMDb (الإنجليزية)
- جون هدسون على موقع قاعدة بيانات برودواي على الإنترنت (الإنجليزية)
- جون هدسون على موقع قاعدة بيانات الفيلم (الإنجليزية)